# Bagheera kiplingi
Bagheera kiplingi é uma espécie de aranha da família Salticidae encontrada na América Central, incluindo o México, Costa Rica e Guatemala. Pertence ao gênero Bagheera, que inclui três outras espécies, incluindo B. prosper. B. kiplingi é notável por sua dieta peculiar para uma aranha, pois é principalmente herbívora. Nenhuma outra aranha conhecida tem uma dieta tão herbívora.

## Descrição
O nome do gênero é derivado de Bagheera, a pantera negra do The Jungle Book de Rudyard Kipling, com o nome específico homenageando o próprio Kipling. Outros gêneros da família Salticidae com nomes de personagens de Kipling são Akela, Messua e Nagaina. Todos os quatro foram nomeados por George Peckham e Elizabeth Peckham em 1896.
B. kiplingi é uma espécie colorida, sexualmente dimórfica. O macho tem pernas com coloração âmbar, um cefalotórax escuro e esverdeado na região superior próxima à cabeça, e um abdome avermelhado e fino com linhas transversais verdes. As pernas dianteiras da fêmea são mais resistentes do que as outras. Tem um cefalotórax avermelhado. O abdômen grande da fêmea é marrom claro com marcas esverdeadas e marrom escuro.
Somente o macho foi descrito em 1896; a fêmea foi descrita pela primeira vez 100 anos depois por Wayne Maddison.
B. kiplingi habita as árvores de Mimosaceae, especialmente as do gênero Vachellia, onde consome protuberâncias especializadas em proteínas e gorduras. As protuberâncias se formam nas pontas das folhas da acácia como parte de uma relação simbiótica com certas espécies de formigas. As aranhas evitam ativamente as formigas que tentam proteger estas protuberâncias contra intrusos. Embora estas protuberâncias representem mais de 90% da dieta de B. kiplingi, as aranhas também consomem néctar e ocasionalmente roubam larvas de formigas. Às vezes, eles canibalizam, especialmente durante a estação seca.
Apesar dos seus ocasionais atos de predação, verificou-se que os tecidos destas aranhas exibiam assinaturas isotópicas típicas de animais herbívoros, o que implica que a maior parte de sua comida é proveniente de plantas. O mecanismo pelo qual eles processam e ingerem os corpos vegetais ainda não é investigado. A grande maioria das aranhas liquefaz a sua presa usando enzimas digestivas antes de aspirar.
Enquanto estas aranhas se alimentam quase que exclusivamente de plantas no México, onde habitam em mais da metade das árvores de Acacia collinsii, populações da Costa Rica, onde menos de 5% de Acacia são povoadas por B. kiplingi, se alimentam em menor grau. Embora esta espécie seja principalmente territorial e solitária, populações de várias centenas de espécimes foram encontradas em acácias individuais no México, com duas vezes mais fêmeas do que os machos. B. kiplingi parece reproduzir-se ao longo do ano. Observações de fêmeas adultas que guardam suas crias sugerem que a espécie é quasisocial.